# William Douglas (1er marquis de Douglas)
William Douglas, 1er marquis de Douglas et 11e comte d'Angus (1589-1660) est un noble écossais.

## Biographie

### Jeunesse
William Douglas est le fils aîné de William Douglas (10e comte d'Angus) (en) et de la comtesse, Elizabeth Oliphant, fille aînée de Laurence Oliphant (4e Lord Oliphant) (en) . Ses frères cadets sont James Douglas (1er Lord Mordington) (en) et Sir Francis Douglas de Sandilands .
Peu de temps avant la naissance de Douglas, son grand-père hérite du comté d'Angus et de seigneurie de Douglas d'un cousin éloigné. En 1591, son père accède aux titres de 10e comte et il adopte le Titre de courtoisie de "Maître d'Angus" ou "Lord Douglas".
Le 10e comte est un converti au presbytérianisme, abandonnant le catholicisme. Mais l'Église d'Écosse ne fait pas confiance à la famille en raison de cette position religieuse. Les prestigieuses fonctions publiques dont il hérite, occupant le premier siège et votant au Conseil du roi et au Parlement d'Écosse, à la tête de l’avant-garde de l’armée écossaise et portant la couronne d’Écosse, le mettent également en conflit avec le duc de Lennox, pour des questions de préséance . Le scandale des Blancs espagnols en 1593-1555 fait de Angus un rebelle. Même s'il finit par retrouver son poste et réussit à défendre son héritage, il choisit de s'exiler à Paris en 1608 pour obtenir la Liberté d'opinion .
Tout cela a eu un effet sur l'enfance de Douglas. il est séparé de son père pendant la période d'assignation à résidence du comte et, en 1596, l'héritage de Douglas lui est brièvement confié à la place de son père. L'année suivante, lorsque son père est rétabli, il l'envoie vivre chez son cousin et parrain protestant, le comte de Morton, mais il revient bientôt à la maison après s'être cassé la jambe lors d'un accident . En 1601, à l'âge de 12 ans, le Maître d'Angus est marié à Margaret Hamilton, fille de Claud Hamilton (1er Lord Paisley). Ce mariage est conçu comme une alliance catholique pour obtenir la protection du puissant parent de la mariée, Lord Fyvie .

### Comte d'Angus
Il succède à son père comme comte d'Angus en 1611. Celui-ci a pris des dispositions pour que son héritage soit en grande partie libéré des dettes qui l'avaient précédemment grevés. Cependant, il est immédiatement impliqué dans un litige avec ses locataires, les Kers de Ferniehirst, au sujet du droit de faire comparaître des tribunaux dans le bailliage de Jedforest. Ce différend entraîne une grave flambée de violence aux frontières et l'affaire est présentée au Conseil privé. Les Lords of Session donnent raison à Angus, bien que son frère James ait été placé en détention provisoire au Château de Blackness pour avoir menacé un des Kers. Angus maintient son droit de tenir les tribunaux et les Kers ont dû envoyer 10 000 £ à titre de garantie pour maintenir la paix.
Il est autorisé par Jacques VI d’Écosse à se rendre en Europe. et à nouveau en 1623, il reçoit un congé de onze ans pour voyager sur le continent, laissant gérer ses domaines par son frère Lord Mordington et son cousin William Douglas (7e comte de Morton). En France, il correspond avec Marc Antonio Scoto d'Agazzano et un noble italien de Piacenza, qui revendique une ancienne parenté avec Angus (cf. La légende de Sholto Douglas).
Il ne reste pas sur le continent pendant onze ans mais retourne en Grande-Bretagne à la suite du décès du roi Jacques Ier en 1625. Le nouveau roi, Charles Ier, met fin aux accusations de papisme portées contre le comte et lui rend les honneurs de son père en 1631. À la suite du décès de sa première femme, Douglas se remarie avec Mary Gordon, fille de George Gordon (1er marquis de Huntly) (en). Lors de la visite du roi en Écosse pour son couronnement dans ce royaume en 1633, Angus fut créé marquis de Douglas, comte d'Angus, seigneur d'Abernethy et Jedburgh Forest à Dalkeith . Il a porté la couronne lors du couronnement.

### Marquis de Douglas
Jusqu'en 1638, il passe la majeure partie de son temps à Douglas Castle, intervenant peu dans les affaires nationales, mis à part être nommé commissaire du roi chargé de faire face à une flambée de violence sur les Marches .
En 1644, Douglas signe la Convention nationale avec Douglas Kirk, mais en 1645, il change de camp pour rejoindre James Graham (1er marquis de Montrose), après la bataille de Kilsyth. Montrose le nomme lieutenant pour Clydesdale et Douglas lève des troupes pour rejoindre l'armée de Montrose juste avant sa grande défaite à la bataille de Philiphaugh. Après la débâcle, Douglas peut s'enfuir mais est capturé en avril de l’année suivante et emprisonné au Château d'Édimbourg. Pendant les premiers mois de sa captivité, il est autorisé à être accompagné de la marquise, mais en juillet 1646, il est détenu sous surveillance étroite. Il est libéré en 1647 après le paiement d'une grosse amende. En 1651, Charles II propose à Douglas la direction d'un régiment de l'armée qu'il lève pour envahir l'Angleterre, mais Douglas décline l'offre. À la suite de l'acte de grâce de Cromwell, Douglas est de nouveau contraint de payer l'énorme amende de 1 000 £ pour lui-même et de 1 000 £ chacun pour ses deux fils, Archibald, Lord Douglas et William Hamilton (duc de Hamilton). Il est possible que, compte tenu de cela, l’amende de Douglas ait été réduite à 333 £.
Douglas meurt à Douglas Castle, le 19 février 1660. Il est enterré devant l'autel de St. Brides's Kirk, Douglas, South Lanarkshire. Le marquis de Douglas est remplacé par son petit-fils, James Douglas (2e marquis de Douglas).

## Mariage et descendance
Douglas se marie deux fois. Il épouse d’abord en 1601 Margaret Hamilton, fille de Claude Hamilton, 1er lord Paisley décédée en 1623. En 1632, il épouse en secondes noces Mary Gordon, fille de George Gordon, 1er marquis de Huntly.
Par Margaret Hamilton, Douglas a trois fils:
- Archibald Douglas (1er comte d'Ormond), comte d'Angus (1609-1655)
- William Douglas (d.1633)
- James Douglas (1617-1645)

Par Mary Gordon, Douglas a treize enfants:
- William Hamilton (duc de Hamilton) (1634-1694)
- George Douglas (1er comte de Dumbarton) (1635-1692)
- James Douglas
- Margaret Douglas, mariée à William, Lord Alexander, fils aîné de William Alexander (1er comte de Stirling)
- Jean Douglas, mariée à John Hamilton, 1er Lord Bargany
- Grizel Douglas, mariée à William Carmichael
- Anna Douglas, morte célibataire
- Henrietta Douglas, mariée à James Johnstone, 1er comte d'Annandale
- Catherine Douglas, mariée à William Ruthven de Dunglas. Leur fille Barbara épouse Hugh Paterson (1er baronnet) (en).
- Isabel Douglas, mariée à William Douglas (1er duc de Queensberry)
- Jane Douglas, mariée à James Drummond (4e comte de Perth)
- Lucy Douglas, mariée à Robert Maxwell, 4e comte de Nithsdale
- Mary Douglas, morte célibataire

### Sources
- Balfour Paul, Sir James , La pairie écossaise , IX vols. Edimbourg, 1904.
- Fraser, Sir William , Le livre du Douglas IV, vol. Edimbourg 1885.
- Maxwell, Sir Herbert , Histoire de la maison de Douglas II, vol. Edimbourg 1902.